# Grammicolepididae
Los Grammicolepididae son una familia de peces marinos incluida en el orden Zeiformes, distribuidos por áreas dispersas de los océanos Atlántico y Pacífico. Se encuentran a profundidades entre 100 y 800 metros.
Su nombre procede del griego: grammikos (de forma geométrica) + lepidos (escamas).

## Morfología
La aleta dorsal tiene 5 a 7 espinas y unos 30 radios blandos, la aleta anal 2 espinas y unos 30 radios blandos, ale pélvica con una espina; en los individuos jóvenes la primera espina de la aleta anal está enormemente alargada, alcanzando más atrás de la aleta caudal, mientras que la segunda espina de la aleta dorsal también es muy alargada, ambas longitudes se pierden en los individuos adultos.
Las escamas están alargadas verticalmente, recubriendo el cuerpo y la mayor parte de la cabeza, en la cual la boca es muy pequeña y posee una o dos filas de diminutos y delgados dientes.

## Géneros y especies
Es una familia muy pequeña, de la que existen sólo tres especies, cada una de ellas única en su género:
- Subfamilia Grammicolepidinae:
  - Género Grammicolepis (Poey, 1873)
    - Grammicolepis brachiusculus (Poey, 1873) - Palometa oropel u Oropel.

  - Género Xenolepidichthys (Gilchrist, 1922)
    - Xenolepidichthys dalgleishi (Gilchrist, 1922)
- Subfamilia Macrurocyttinae:
  - Género Macrurocyttus (Fowler, 1934)
    - Macrurocyttus acanthopodus (Fowler, 1934)